# Plagiogonus esimoides
Plagiogonus esimoides är en skalbaggsart som beskrevs av Edmund Reitter 1892. Plagiogonus esimoides ingår i släktet Plagiogonus och familjen Aphodiidae. Inga underarter finns listade i Catalogue of Life.